# Campeonato Argentino de Rugby 1956
El Campeonato Argentino de Rugby de 1956 fue la duodécima edición del torneo de uniones regionales organizado por la Unión Argentina de Rugby. Se llevó a cabo entre el 22 de julio y el 30 de septiembre de 1956. 
La Unión Santafesina de Rugby participó por primera vez del torneo, producto de la escisión de los clubes santafesinos de la Unión de Rugby del Río Paraná, la cual paso a representar principalmente a clubes de Entre Ríos.
El torneo se disputó en paralelo a la Gira de Oxford-Cambridge de 1956, razón por la cual las selecciones de Capital y Provincia comenzaron a participar en las semifinales. Además, los partidos correspondientes a los cuartos de final se efectuaran como preliminares a los encuentros de la gira. La final fue disputada por los seleccionados de Provincia y La Plata en las instalaciones del Club Atlético San Isidro, resultando ganador el conjunto de la Provincia por un marcador de 13-9.

## Equipos participantes
Participaron de esta edición doce equipos: tres seleccionados de la UAR y nueve uniones provinciales.
| Equipo        | Unión                                      |
| ------------- | ------------------------------------------ |
| Capital       | Unión Argentina de Rugby                   |
| Centro        | Unión de Rugby del Centro                  |
| Cuyo          | Unión de Rugby de Cuyo                     |
| La Plata      | Combinado local (Unión Argentina de Rugby) |
| Mar del Plata | Unión de Rugby de Mar del Plata            |
| Norte         | Unión de Rugby del Norte                   |
| Provincia     | Unión Argentina de Rugby                   |
| Río Cuarto    | Unión Riocuartense de Rugby                |
| Río Paraná    | Unión de Rugby del Río Paraná              |
| Rosario       | Unión de Rugby de Rosario                  |
| San Juan      | Unión Sanjuanina de Rugby                  |
| Santa Fe      | Unión Santafesina de Rugby                 |

## Partidos

### Primera Ronda
| 22 de julio | Centro             | 3 - 11  | Río Paraná                                                               | Córdoba,                  |                           |
|             | Tries: T. Peiretti | Reporte | Tries: O. Esnaola J. Comalera Conversiones: J. Burgos Penales: J. Burgos | Árbitro(s): Juan Dell'Era | Árbitro(s): Juan Dell'Era |

| 22 de julio | Río Cuarto                                     | 5 - 3   | Santa Fe          | Río Cuarto,               |                           |
|             | Tries: G. Ferreyra Conversiones: L. Degiovanni | Reporte | Penales: N. Saade | Árbitro(s): Sergio Losada | Árbitro(s): Sergio Losada |

|  | Segunda Ronda | Segunda Ronda | Segunda Ronda |          |          | Cuartos de final   | Cuartos de final   | Cuartos de final   |    |  | Semifinales      | Semifinales      | Semifinales      |  |           | Final         | Final         | Final         |  |
|  | 29 de julio   | 29 de julio   | 29 de julio   |          |          | 19 al 26 de agosto | 19 al 26 de agosto | 19 al 26 de agosto |    |  | 23 de septiembre | 23 de septiembre | 23 de septiembre |  |           | 16 de octubre | 16 de octubre | 16 de octubre |  |
|  |               |               |               |          |          |                    |                    |                    |    |  |                  |                  |                  |  |           |               |               |               |  |
|  |               |               |               |          |          |                    |                    |                    |    |  |                  |                  |                  |  |           |               |               |               |  |
|  |               |               |               |          |          |                    |                    |                    |    |  |                  |                  |                  |  |           |               |               |               |  |
|  |               |               |               |          |          |                    |                    |                    |    |  |                  |                  |                  |  |           |               |               |               |  |
|  |               |               |               |          |          |                    |                    |                    |    |  |                  |                  |                  |  |           |               |               |               |  |
|  |               |               |               |          |          |                    |                    |                    |    |  |                  |                  |                  |  |           |               |               |               |  |
|  |               |               |               |          |          |                    |                    |                    |    |  |                  |                  |                  |  |           |               |               |               |  |
|  |               |               |               |          |          |                    |                    |                    |    |  |                  |                  |                  |  |           |               |               |               |  |
|  |               |               |               |          |          |                    |                    |                    |    |  |                  |                  |                  |  |           |               |               |               |  |
|  |               |               |               |          |          |                    |                    |                    |    |  |                  |                  |                  |  |           |               |               |               |  |
|  |               |               |               |          |          |                    |                    |                    |    |  |                  |                  |                  |  |           |               |               |               |  |
|  |               |               |               |          |          |                    | Provincia          | Provincia          | 27 |  |                  |                  |                  |  |           |               |               |               |  |
|  |               |               |               |          |          |                    |                    |                    | 27 |  |                  |                  |                  |  |           |               |               |               |  |
|  |               |               | Rosario       | Rosario  | 3        |                    |                    |                    |    |  |                  |                  |                  |  |           |               |               |               |  |
|  | Río Paraná    | Río Paraná    | Rosario       | Rosario  | 3        | 6                  |                    |                    |    |  |                  |                  |                  |  |           |               |               |               |  |
|  | Río Paraná    | Río Paraná    |               |          |          |                    |                    |                    |    |  |                  |                  |                  |  |           |               |               |               |  |
|  | Rosario       | Rosario       | 10            |          |          |                    |                    |                    |    |  |                  |                  |                  |  |           |               |               |               |  |
|  | Rosario       | Rosario       | 10            |          | Rosario  | Rosario            | 22                 |                    |    |  |                  |                  |                  |  |           |               |               |               |  |
|  |               |               |               |          | Rosario  | Rosario            | 22                 |                    |    |  |                  |                  |                  |  |           |               |               |               |  |
|  |               |               | San Juan      | San Juan | 12       |                    |                    |                    |    |  |                  |                  |                  |  |           |               |               |               |  |
|  | San Juan      | San Juan      | San Juan      | San Juan | 12       | 9                  |                    |                    |    |  |                  |                  |                  |  |           |               |               |               |  |
|  | San Juan      | San Juan      |               |          |          |                    |                    |                    |    |  |                  |                  |                  |  |           |               |               |               |  |
|  | Norte         | Norte         | 3             |          |          |                    |                    |                    |    |  |                  |                  |                  |  |           |               |               |               |  |
|  | Norte         | Norte         | 3             |          |          |                    |                    |                    |    |  |                  |                  |                  |  | Provincia | Provincia     | 13            |               |  |
|  |               |               |               |          |          |                    |                    |                    |    |  |                  |                  |                  |  | Provincia | Provincia     | 13            |               |  |
|  |               |               | La Plata      | La Plata | 9        |                    |                    |                    |    |  |                  |                  |                  |  |           |               |               |               |  |
|  |               |               | La Plata      | La Plata | 9        |                    |                    |                    |    |  |                  |                  |                  |  |           |               |               |               |  |
|  |               |               |               |          |          |                    |                    |                    |    |  |                  |                  |                  |  |           |               |               |               |  |
|  |               |               |               |          |          |                    |                    |                    |    |  |                  |                  |                  |  |           |               |               |               |  |
|  |               |               |               |          |          |                    |                    |                    |    |  |                  |                  |                  |  |           |               |               |               |  |
|  |               |               |               |          |          |                    |                    |                    |    |  |                  |                  |                  |  |           |               |               |               |  |
|  |               |               |               |          |          |                    |                    |                    |    |  |                  |                  |                  |  |           |               |               |               |  |
|  |               |               |               |          |          |                    |                    |                    |    |  |                  |                  |                  |  |           |               |               |               |  |
|  |               |               |               |          |          |                    |                    |                    |    |  |                  |                  |                  |  |           |               |               |               |  |
|  |               |               |               |          |          |                    |                    |                    |    |  |                  |                  |                  |  |           |               |               |               |  |
|  |               |               |               |          |          |                    | Capital            | Capital            | 3  |  |                  |                  |                  |  |           |               |               |               |  |
|  |               |               |               |          |          |                    |                    |                    | 3  |  |                  |                  |                  |  |           |               |               |               |  |
|  |               |               | La Plata      | La Plata | 6        |                    |                    |                    |    |  |                  |                  |                  |  |           |               |               |               |  |
|  | Río Cuarto    | Río Cuarto    | La Plata      | La Plata | 6        | 9                  |                    |                    |    |  |                  |                  |                  |  |           |               |               |               |  |
|  | Río Cuarto    | Río Cuarto    |               |          |          |                    |                    |                    |    |  |                  |                  |                  |  |           |               |               |               |  |
|  | La Plata      | La Plata      | 14            |          |          |                    |                    |                    |    |  |                  |                  |                  |  |           |               |               |               |  |
|  | La Plata      | La Plata      | 14            |          | La Plata | La Plata           | 27                 |                    |    |  |                  |                  |                  |  |           |               |               |               |  |
|  |               |               |               |          | La Plata | La Plata           | 27                 |                    |    |  |                  |                  |                  |  |           |               |               |               |  |
|  |               |               | Cuyo          | Cuyo     | 6        |                    |                    |                    |    |  |                  |                  |                  |  |           |               |               |               |  |
|  | Cuyo          | Cuyo          | Cuyo          | Cuyo     | 6        | 6                  |                    |                    |    |  |                  |                  |                  |  |           |               |               |               |  |
|  | Cuyo          | Cuyo          |               |          |          |                    |                    |                    |    |  |                  |                  |                  |  |           |               |               |               |  |
|  | Mar del Plata | Mar del Plata | 3             |          |          |                    |                    |                    |    |  |                  |                  |                  |  |           |               |               |               |  |
|  | Mar del Plata | Mar del Plata | 3             |          |          |                    |                    |                    |    |  |                  |                  |                  |  |           |               |               |               |  |
|  |               |               |               |          |          |                    |                    |                    |    |  |                  |                  |                  |  |           |               |               |               |  |

### Segunda Ronda
| 29 de julio | Río Paraná                                | 6 - 10  | Rosario                                                      | Paraná,                       |                               |
|             | Tries: J. Barbagelatta Penales: J. Burgos | Reporte | Tries: A. Robson J. Arce Conversiones: C. Dogliani A. Robson | Árbitro(s): Humberto Misischi | Árbitro(s): Humberto Misischi |

| 29 de julio | San Juan                            | 9 - 3   | Norte              | San Juan,                  |                            |
|             | Tries: E. Beretta Penales: A. Lagos | Reporte | Penales: C. Valdez | Árbitro(s): Artemio Chiesa | Árbitro(s): Artemio Chiesa |

| 29 de julio | Río Cuarto             | 9 - 14  | La Plata                                                                               | Río Cuarto,                |                            |
|             | Penales: L. Degiovanni | Reporte | Tries: R. Gorostiaga O. Vergara Conversiones: C. Sabalzagaray Penales: C. Sabalzagaray | Árbitro(s): Arturo Sagarra | Árbitro(s): Arturo Sagarra |

| 29 de julio | Cuyo                           | 6 - 3   | Mar del Plata       | Mendoza,                             |                                      |
|             | Tries: C. Folkenaud H. Scaiola | Reporte | Drop: A. Gabbanelli | Árbitro(s): Américo Castilla Andrada | Árbitro(s): Américo Castilla Andrada |

### Cuartos de final
|  | Rosario                                                                                | 22 - 12 | San Juan                                      | Estadio G.E.B.A., Buenos Aires |                            |
|  | Tries: A. Drincovich J. Gabutti J. Vezquez W. Villar J. Arce Conversiones: C. Dogliani | Reporte | Tries: E. Beretta O. Castro Penales: A. Lagos | Árbitro(s): C. de Elizalde     | Árbitro(s): C. de Elizalde |

|  | La Plata | 27 - 6  | Cuyo                                             | Estadio G.E.B.A., Buenos Aires |                                |
|  | Tries: N. Dutil R. Vega E. Vergara scrum Try Penal Conversiones: C. Sabalzagaray R. Gorostiaga Penales: C. Sabalzagaray R. Gorostiaga | Reporte | Tries: A. Navarro Penales: R. González del Solar | Árbitro(s): Francisco Lamastra | Árbitro(s): Francisco Lamastra |

### Semifinales
| 23 de septiembre | Provincia | 27 - 3  | Rosario              | Club Atlético San Isidro, San Isidro |                           |
|                  | Tries: O. Bernacchi E. Caffarone R. Pesce J. Berro García Conversiones: O. Bernacchi I. Comas Penales: O. Bernacchi | Reporte | Penales: Alb. Robson | Árbitro(s): Juan Dell'Era            | Árbitro(s): Juan Dell'Era |

| 23 de septiembre | Capital              | 3 - 6   | La Plata                                  | Club Atlético San Isidro, San Isidro |                                |
|                  | Penales: P. Yanguela | Reporte | Tries: A. Dentone Penales: C Sabalzagaray | Árbitro(s): Francisco Lamastra       | Árbitro(s): Francisco Lamastra |

### Final
| 30 de septiembre | Provincia                                                                            | 13 - 9  | La Plata                                            | Club Atlético San Isidro, San Isidro                   |                                                        |
|                  | Tries: E. Mitchelstein O. Bernacchi E. Caffarone Conversiones: O. Bernacchi I. Comas | Reporte | Tries: L. Dupeyron J. Suárez Penales: R. Gorostiaga | Asistencia: 7.867 espectadores Árbitro(s): Eric Kember | Asistencia: 7.867 espectadores Árbitro(s): Eric Kember |

| Bandera de la Provincia de Buenos Aires |
| Provincia Campeón                       |
| Noveno título                           |

## Estadísticas

### Máximos anotadores
| Pos. | Nombre          | Equipo     | Try | Con. | Pen. | Pts. |
| ---- | --------------- | ---------- | --- | ---- | ---- | ---- |
| 1    | O. Bernacchi    | Provincia  | 3   | 3    | 1    | 18   |
| 2    | C. Sabalzagaray | La Plata   |     | 2    | 4    | 16   |
| 3    | A. Lagos        | San Juan   |     |      | 4    | 12   |
| 4    | L. Degiovanni   | Río Cuarto |     | 1    | 3    | 11   |
|      | R. Gorostiaga   | La Plata   | 1   | 1    | 2    | 11   |